# Cloudpunk
Cloudpunk ist ein Action-Adventure, das von Ion Lands entwickelt und im April 2020 von Maple Whispering Limited für Windows veröffentlicht wurde. Das Spiel spielt in der Zukunft und weist Science-Fiction- und Cyberpunk-Elemente auf. Im Oktober 2020 folgten Versionen für Konsolen.

## Spielmechanik
Der Spieler übernimmt die Rolle von Rania, einer neuen Lieferfahrerin für die illegale Firma Cloudpunk. Der Spieler muss einen HOVA, ein fliegendes Auto, durch eine Cyberpunk-Stadt manövrieren und Pakete sowie Passagiere abholen und ausliefern. Es ist auch möglich, das Auto auf bestimmten Parkplätzen abzustellen und Teile der Stadt zu Fuß zu erkunden. Während einiger Missionen kann der Spieler Entscheidungen treffen, die das Geschehen beeinflussen und zu unterschiedlichen Dialogen mit den Charakteren führen. Darüber hinaus kann der Spieler optionale Story-Gegenstände sammeln, die in der ganzen Stadt verstreut sind, um zusätzliche Nebenaufgaben und Geschichten freizuschalten. Es ist möglich, das HOVA aufzurüsten, um die Geschwindigkeit und die Schadensbegrenzung zu verbessern, sowie Gegenstände für Ranias Wohnung zu kaufen, um diese zu dekorieren.

## Handlung
Rania ist vom Land in die Stadt Nivalis gezogen und arbeitet nun für Cloudpunk, eine nicht ganz legale Lieferfirma. Sie erhält ihre Aufträge von einer Person namens Control und muss die Pakete ausliefern, ohne sie zu öffnen und ohne Fragen zu stellen. Während ihrer Missionen, bei denen sie Pakete ausliefert, bewegt sie sich in ihrer HOVA und besucht verschiedene Teile der Stadt. Unterwegs begegnet sie verschiedenen Charakteren, darunter Androiden, KIs und Menschen aus allen Gesellschaftsschichten. Im Laufe der Nacht sieht sich Rania mit verschiedenen moralischen Dilemmas konfrontiert, während sie die Wahrheit über eine abtrünnige KI herausfindet. Ihr treuer Begleithund Camus schließt sich ihr als so genannter Automata in der Hülle des HOVAs an, während Rania versucht, genug Geld zu sammeln, um ihm eine Hundehülle zu kaufen und in dieser Stadt ihren Lebensunterhalt zu verdienen.

## Entwicklung
Ion Lands ist ein unabhängiger Spieleentwickler mit Sitz in Berlin, Deutschland, und wurde 2015 gegründet. Das Spiel wurde am 7. November 2018 angekündigt und sollte 2019 veröffentlicht werden. Es wurde später verschoben und am 23. April 2020 veröffentlicht. Marko Dieckmann leitete das Spiel, während die Geschichte von Thomas Welsh geschrieben wurde. Die Musik wurde von Harry Critchley komponiert, während die Voxelgrafik von Maëva Da Silva, David Gulick, No Hoon, Maryam Khaleghi, Peter King, Sergey Munin, Niklas Mäckle, Paul Riehle, Eloïse Tricoli und Christophe Tritz erstellt wurde. Die Charakterporträts wurden von William Sweetman angefertigt. Das Spiel wurde von Warlocs in mehrere Sprachen lokalisiert.
Das Spiel ist mit einer Reihe von Synchronsprechern besetzt, darunter Andrea Petrille als Rania, Mike Berlak als Control, Cory Herndon als Camus und Cam Cornelius als Huxley.
Eine Erweiterung mit dem Titel City of Ghosts wurde am 31. März 2021 angekündigt. Sie wurde am 25. Mai 2021 veröffentlicht und setzt die Geschichte von Rania fort, während gleichzeitig ein neuer männlicher Protagonist namens Hayse eingeführt wird. Der DLC bietet außerdem Straßenrennen, mehr Anpassungsoptionen für den HOVA und mehrere Enden.

## Rezeption
Cloudpunk für den PC erhielt „gemischte oder durchschnittliche Rezensionen“, laut Review-Aggregator Metacritic, basierend auf 40 Rezensionen.
Richard Hoover von Adventure Gamers bewertete das Spiel mit 4 von 5 Sternen, was als „sehr gut“ bezeichnet wird, und lobte die Blade Runner-ähnliche Ästhetik, die große Vielfalt an Charakteren, die geschäftige, weitläufige Stadt und das anpassbare Fahrzeug, Wohnung und Outfit, während er kritisierte, dass sich einige Dialoge zu lange hinziehen, der Verkehr sich der Anwesenheit des Spielers nicht bewusst ist, und das Fehlen eines Sicherungssystems. Hoover nannte das Spiel eine „höchst fesselnde Sci-Fi-Erfahrung“.
Adzuken Q. Rumpelfelt vom Online-Magazin Destructoid gab dem Spiel eine gemischte Bewertung mit einer Bewertung von 6,5 von 10 und sagte: „Cloudpunk ist sicherlich ein sehenswertes Spiel, aber darüber hinaus gibt es nicht viel, was seine Cyberpunk-Ästhetik untermauert. Mit dem Schwebeauto herumzufliegen macht Freude, und die Stadt ist ein durchweg überraschender visueller Leckerbissen, aber immer dann, wenn das Spiel dazu kommt, dem Ganzen einen Kontext zu geben, gerät es ins Straucheln. Man bekommt größtenteils das, was auf der Verpackung steht, aber Cloudpunk hätte von einem überzeugenderen Gameplay und einer fokussierteren Story profitiert. Es ist nicht so, dass es schlecht konzipiert oder schrecklich geschrieben wäre, es erreicht nur nicht ganz die Höhen.“

## Auszeichnungen
| Jahr | Auszeichnung                 | Kategorie                     | Ergebnis  |
| ---- | ---------------------------- | ----------------------------- | --------- |
| 2021 | Deutscher Computerspielpreis | Bestes Deutsches Spiel        | Nominiert |
| 2021 | Deutscher Computerspielpreis | Beste Spielewelt und Ästhetik | Gewonnen  |